# HR 753
HR 753 (HD 16160, Глизе 105, лат. Gliese 105) — тройная звезда в созвездии Кита. Находится на расстоянии около 24 св. лет от Солнца.

## Характеристики
HR 753 состоит из трёх звёзд, соответственно: HR 753 A, HR 753 B и HR 753 C. Звезда A видна невооружённым глазом, компонент В открыл в XX веке голландский астроном Адриан ван Маанен, а третий компонент C открыт только в 1994 году.

### HR 753 А
Звезда представляет собой оранжево-красный карлик главной последовательности, относящаяся к спектральному классу K3 V. Она имеет 81 % солнечной массы, 85 % его диаметра, и всего лишь 21 % его светимости.

### HR 753 В
HR 753 В — красный карлик спектрального класса M3,5 Vn, имеет ещё также другое название — BX Кита. Звезда имеет одну тысячную светимость Солнца, 21 % его массы и 28 % его диаметра. Исследователи отмечают, что HR 753 В имеет аномально малую хромосферную и корональную активность.

### HR 753 C
Чрезвычайно тусклый и холодный красный карлик HR 753 C спектрального класса M7V имеет массу, равную 8,2 % солнечной. Вдобавок, звезда по размерам ненамного превосходит размеры Юпитера. Обитаемая зона в этой системе крайне мала, и поэтому HR 753 C не представляет интереса для поисков внеземной жизни.

## Ближайшее окружение звезды
Следующие звёздные системы находятся на расстоянии в пределах 10 световых лет от HR 753:
| Звезда           | Спектральный класс | Расстояние, св. лет |
| LP 469-206       | M V                | 5,6                 |
| LP 469-67        | M V                | 7,1                 |
| 107 Рыб          | K1 V               | 7,8                 |
| AC+25 7918       | M3 V               | 7,9                 |
| Каппа1 Кита      | G5 Ve              | 8,2                 |
| L 1159-16        | M4,5 Ve            | 9,6                 |
| Luyten 730-18 AB | M3 V / M3 V-VI     | 9,8                 |